# عاشقة نفسها (فلم)
عاشقة نفسها هو فيلم رومانسي مصري من إخراج منير التوني وبطولة شكري سرحان، نجلاء فتحي، صلاح منصور وأحمد عبد الحليم. صدر الفيلم في 24 يناير 1972.

## نبذه
دلال فتاة ذات جمال أخاذ، تشعر بأطماع الرجل فيها نتيجة لهذا الجمال، تصاب بعقدة نفسية. حب الذات، حتى عندما تتزوج من الرجل الثري لا تستطيع أن تعطيه ما يطلبه الرجال، رغم أنها تزوجت بإرادتها من الرجل الذي يكبرها. يحاول الدكتور مختار ابن شقيق زوجها أن يعالجها من الحالة النفسية التي تمر بها وهو أستاذ علم النفس، ويبدأ العجوز الثري في الغيرة من ابن أخيه.

## طاقم العمل
- شكري سرحان بدور مختار
- نجلاء فتحي بدور دلال
- صلاح منصور بدور عثمان بك
- أحمد عبد الحليم بدور دكتور بدر
- عمر ناجي بدور فريد
- بدر نوفل بدور زوج خالة دلال

## وصلات خارجية
- مقالات تستعمل روابط فنية بلا صلة مع ويكي بيانات